# Générac (Gard)
Générac is een gemeente in het Franse departement Gard (regio Occitanie). De plaats maakt deel uit van het arrondissement Nîmes. Générac telde op 1 januari 2022 4.039 inwoners.

## Geografie
De oppervlakte van Générac bedroeg op 1 januari 2022 24,26 vierkante kilometer; de bevolkingsdichtheid was toen 166,5 inwoners per km².

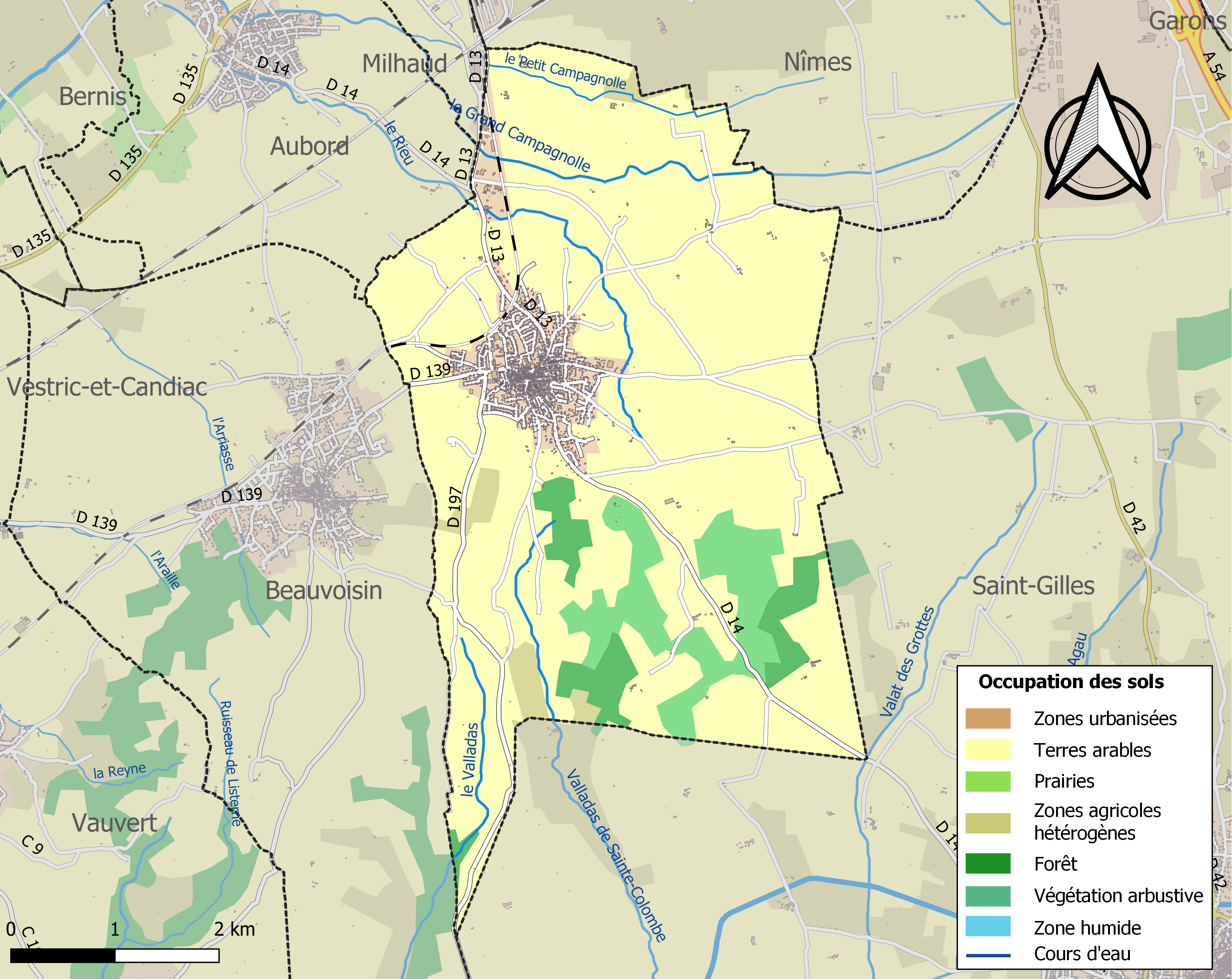
Kaart van de gemeente met belangrijkste infrastructuur, bodemgebruik en omliggende gemeenten

## Verkeer
In de gemeente ligt de spoorweghalte Générac.

## Demografie
Onderstaande figuur toont het verloop van het inwonertal (bron: INSEE-tellingen).